# Afrykański Konwent Ludowy
Afrykański Konwent Ludowy (ang. African People's Convention, ACM) –  południowoafrykańska partia polityczna utworzona przez Thembę Godi, byłego zastępcę przywódcy Kongresu Panafrykańskiego (PAC). W dniu 4 września 2007 Godi opuścił PAC wraz z dwoma innymi członkami, Zingisą Mkabile i Maleselą Ledwaba. 
Podobnie jak PAC, ideologia partii oficjalnie odwołuje się do panafrykanizmu i socjalizmu.

## Wyniki w wyborach
Partia zachowała miejsce w Zgromadzeniu Narodowym w wyborach w 2009, chociaż straciła obu swoich przedstawicieli w prowincjonalnych parlamentach Gauteng i Przylądka Wschodniego.
| Wybory | Poparcie | Zmiana punktów procentowych | Mandaty | Zmiana |
| ------ | -------- | --------------------------- | ------- | ------ |
| 2007   | -        | –                           | 2       | -      |
| 2009   | 0,20%    | –                           | 1       | 1      |
| 2014   | 0.17%    | 0,03                        | 1       | –      |
| 2019   | 0,11%    | 0,06                        | 0       | 1      |